# Geo (автомобильная марка)
Geo — подразделение американского концерна General Motors, существовавшее в период с 1989 по 1997 год и направленное на выпуск недорогих компактных автомобилей. Предприятие было создано при тесном сотрудничестве с компаниями Toyota и Suzuki. Совместно с этими японскими автопроизводителями было запущено на заводе CAMI (Канада) производство моделей Geo Metro и Geo Tracker, а на заводе NUMMI (Калифорния, США) модели Geo Prizm. Модели Geo Spectrum и Geo Storm производились на заводе Isuzu в Японии.
Автомобили марки Geo реализовывались через торговую сеть Chevrolet. Первые годы автомобили марки были довольно популярны на рынке, уровень продаж превышал более 300 тыс. единиц в год. Однако к середине 90-х годов спрос на эти автомобили упал. В 1997 году было принято решение о упразднении марки . Все модели фирмы были отданы марке Chevrolet.

## Модельный ряд

### Metro
Субкомпактный автомобиль, выпускался с 1989 по 1994 год. Основан на модели Suzuki Swift. Были доступны 3-х и 5-дверный хетчбэк , седан и кабриолет. Устанавливались 2 вида двигателей: 1,0 л. (56 л.с.) и 1,3 л (70 л.с.).

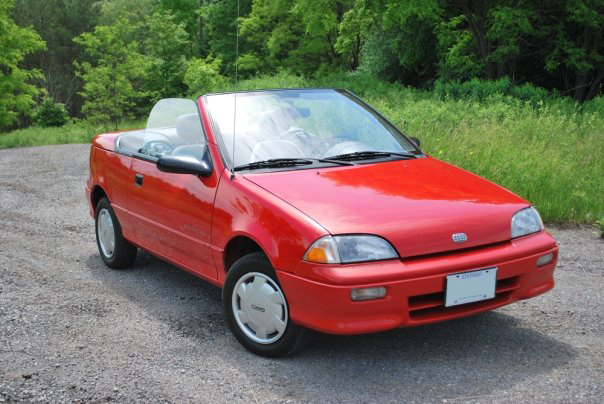
Кабриолет
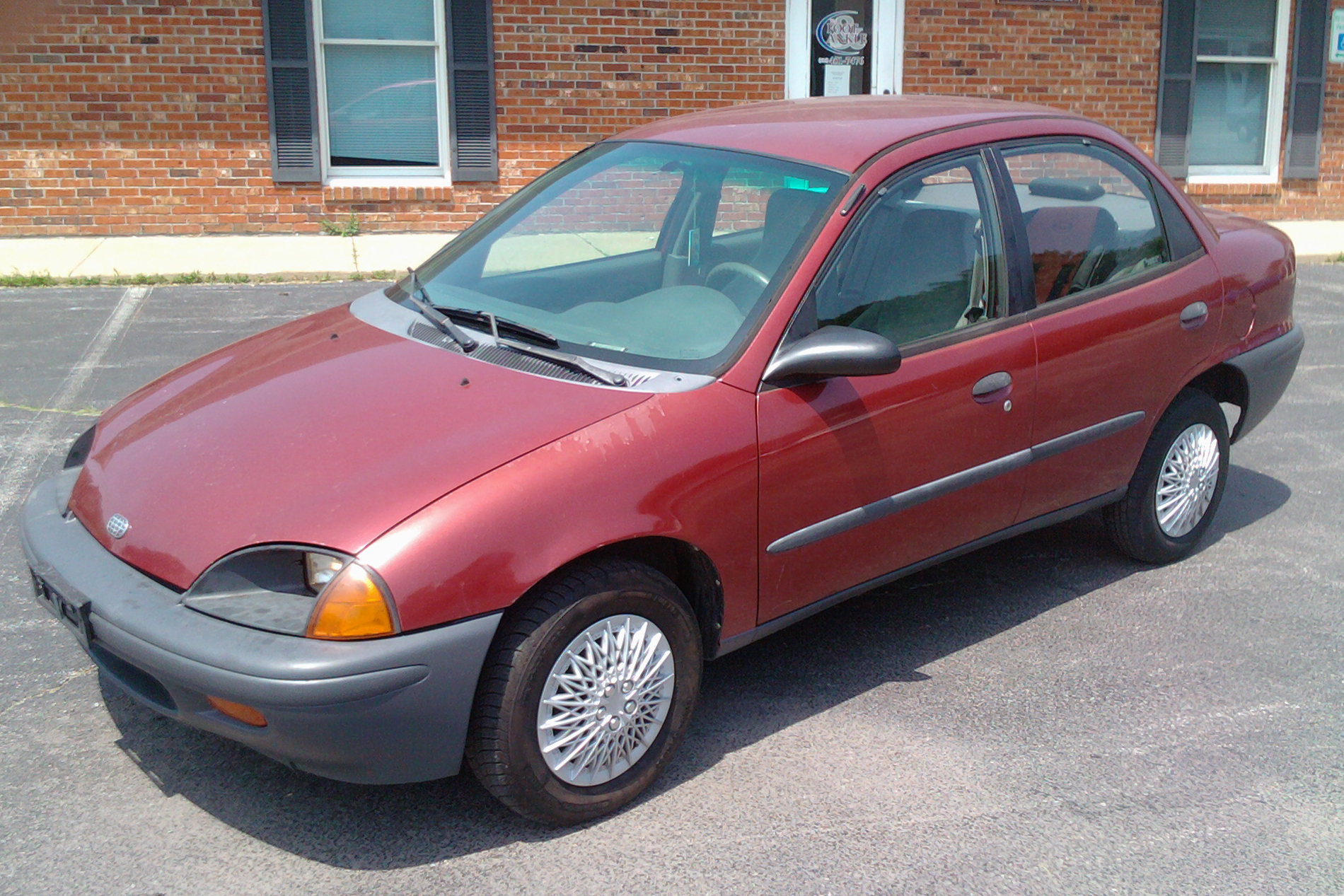
Седан
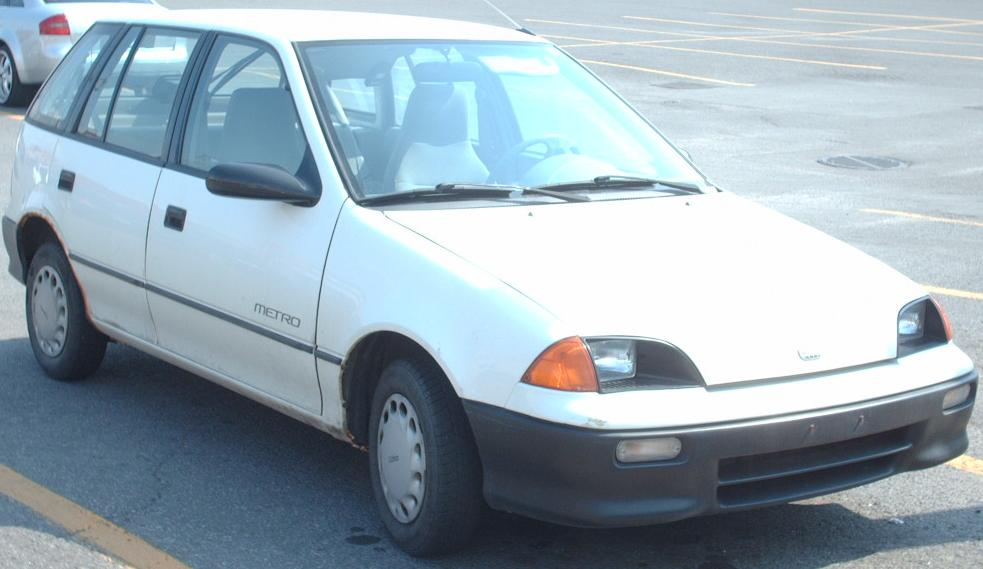
Хетчбэк

### Spectrum
Geo Spectrum - компактный автомобиль, выпускавшийся в США с 1985 года под маркой Chevrolet Spectrum. С открытием марки Geo эта модель была переведена под эту марку. Являлся копией японского Isuzu Gemini 2 поколения
.

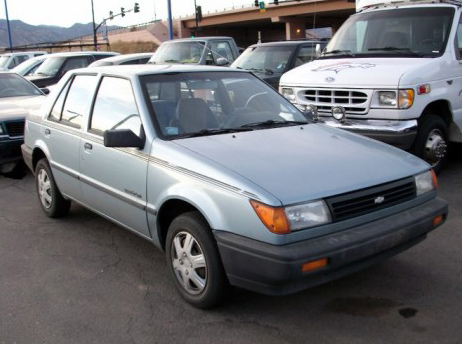
Geo/Chevrolet Spectrum
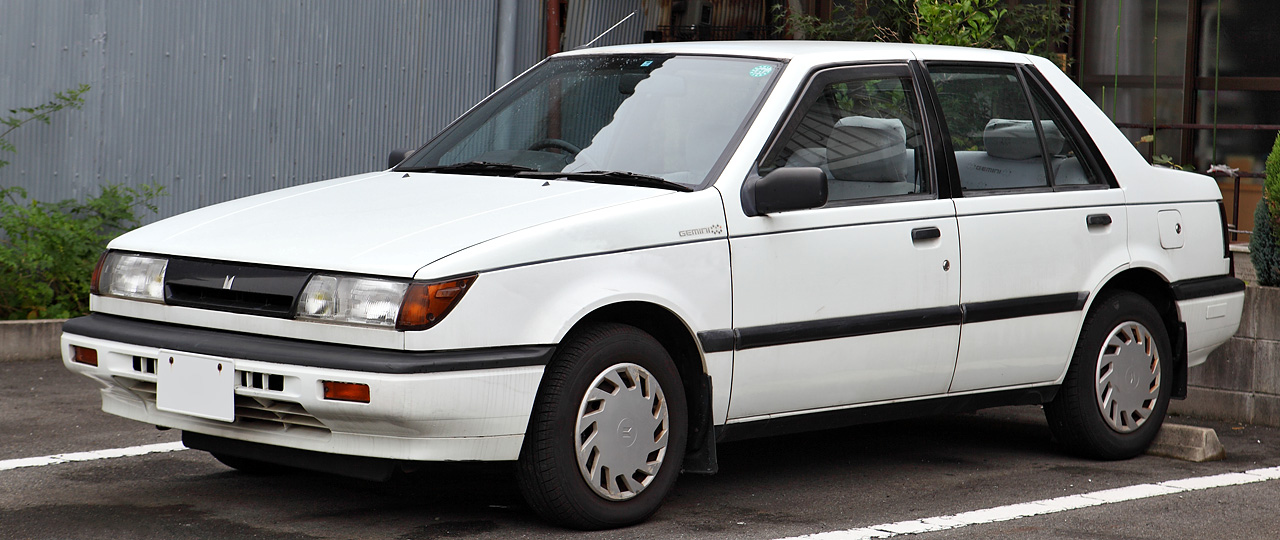
Isuzu Gemini

### Prism
Geo Prism являлся копией популярной Toyota Corolla (Е90 и Е100). Был направлен на замену Chevrolet Nova. Выпускался в кузове седан и пятидверный хетчбэк. Автомобиль Prizm выпускался дольше, чем какая-либо другая модель Geo: его производство началось в 1991 году и продолжалось до 1997 года. А после 1997 года выпускался уже под маркой Chevrolet Prizm.

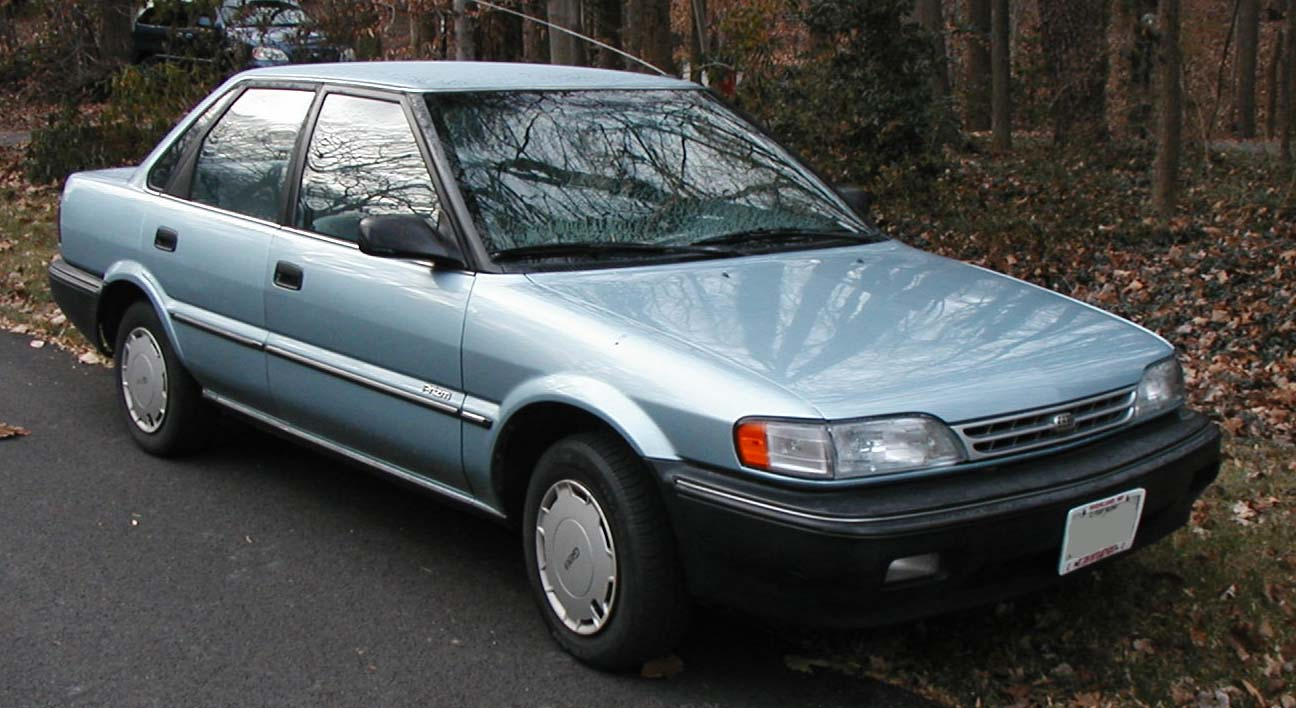
Седан 1 поколения
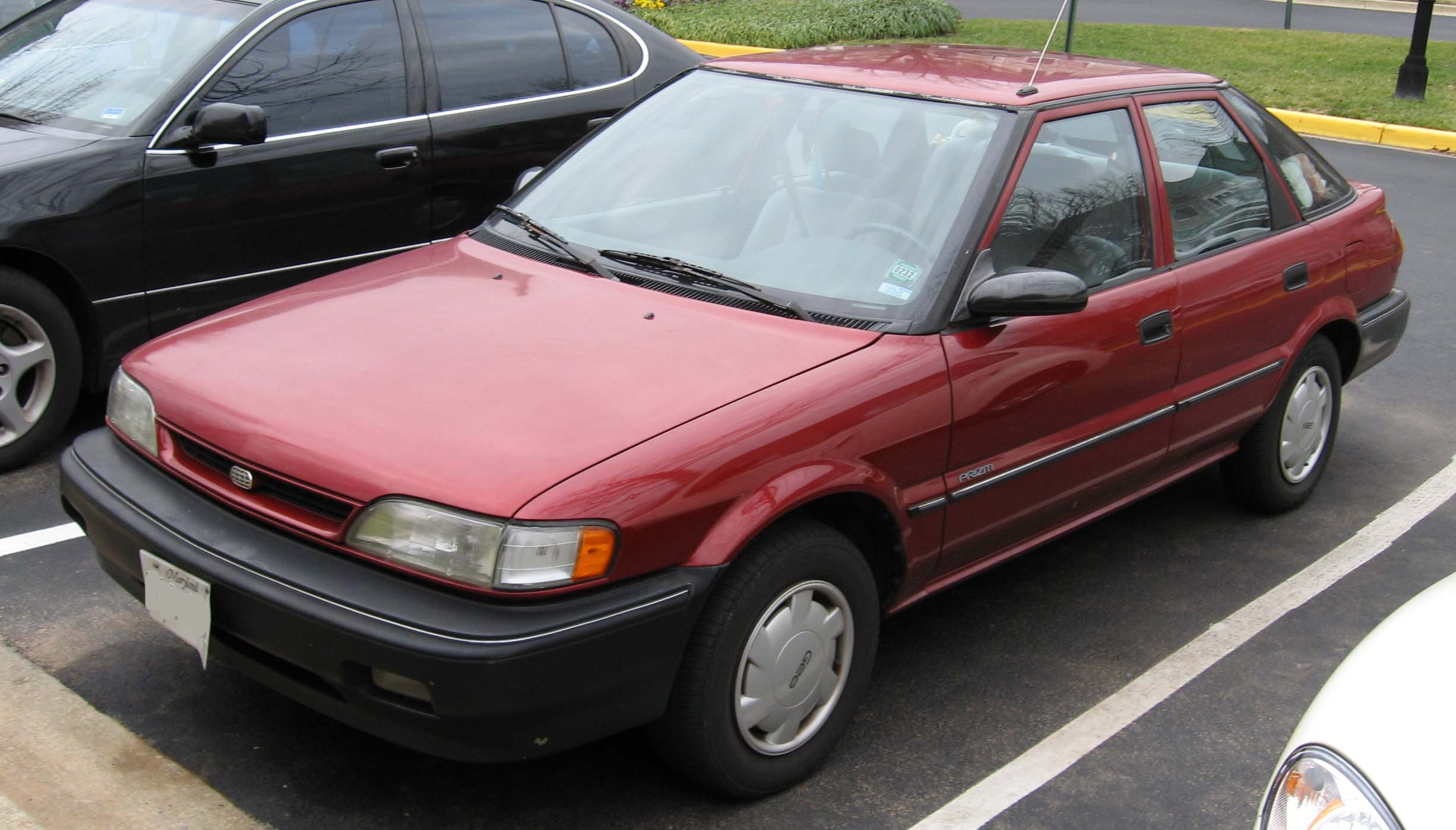
Хетчбэк 1 поколения
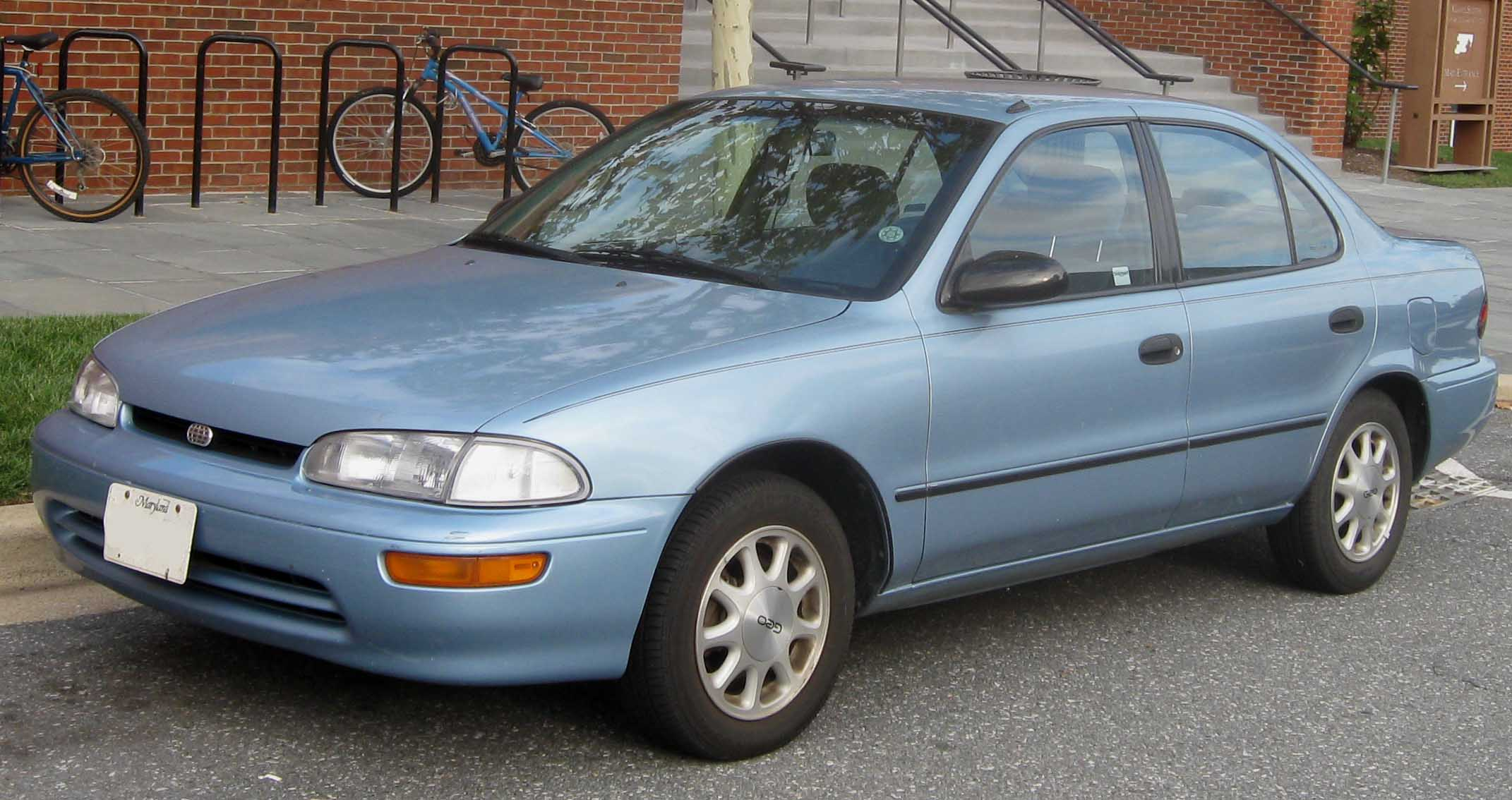
Седан 2 поколения

### Storm
Geo Storm, как и остальные модели марки, был не самостоятельной моделью, а копией японского автомобиля Isuzu Impulse. Автомобиль импортировался с Японских заводов. По сравнению с оригинальной моделью, Storm имел более простую конструкцию: более простая подвеска, отсутствовала полноприводная версия. На машины устанавливались бензиновые моторы объемом 1,6 и 1,8 литра.

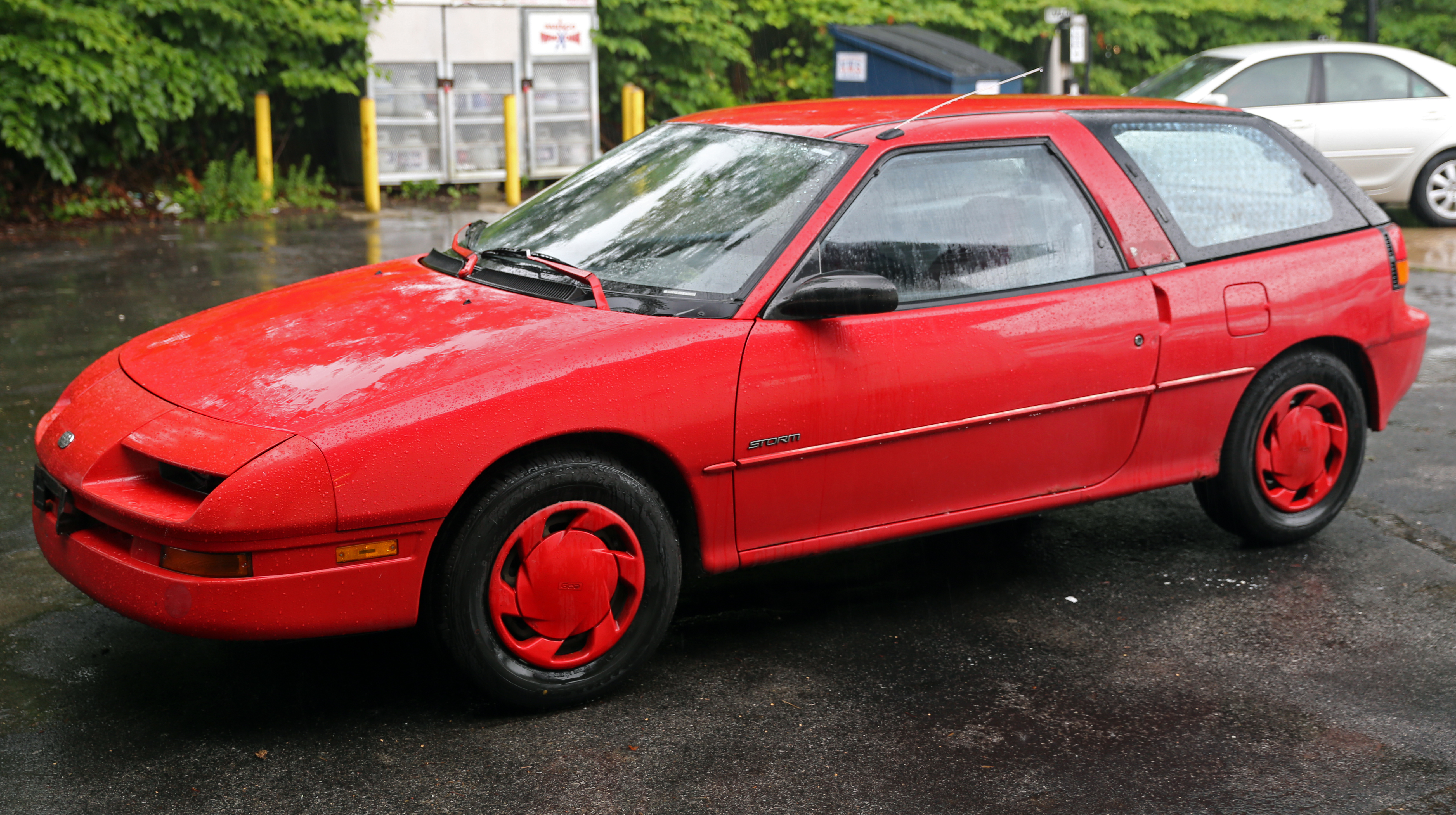
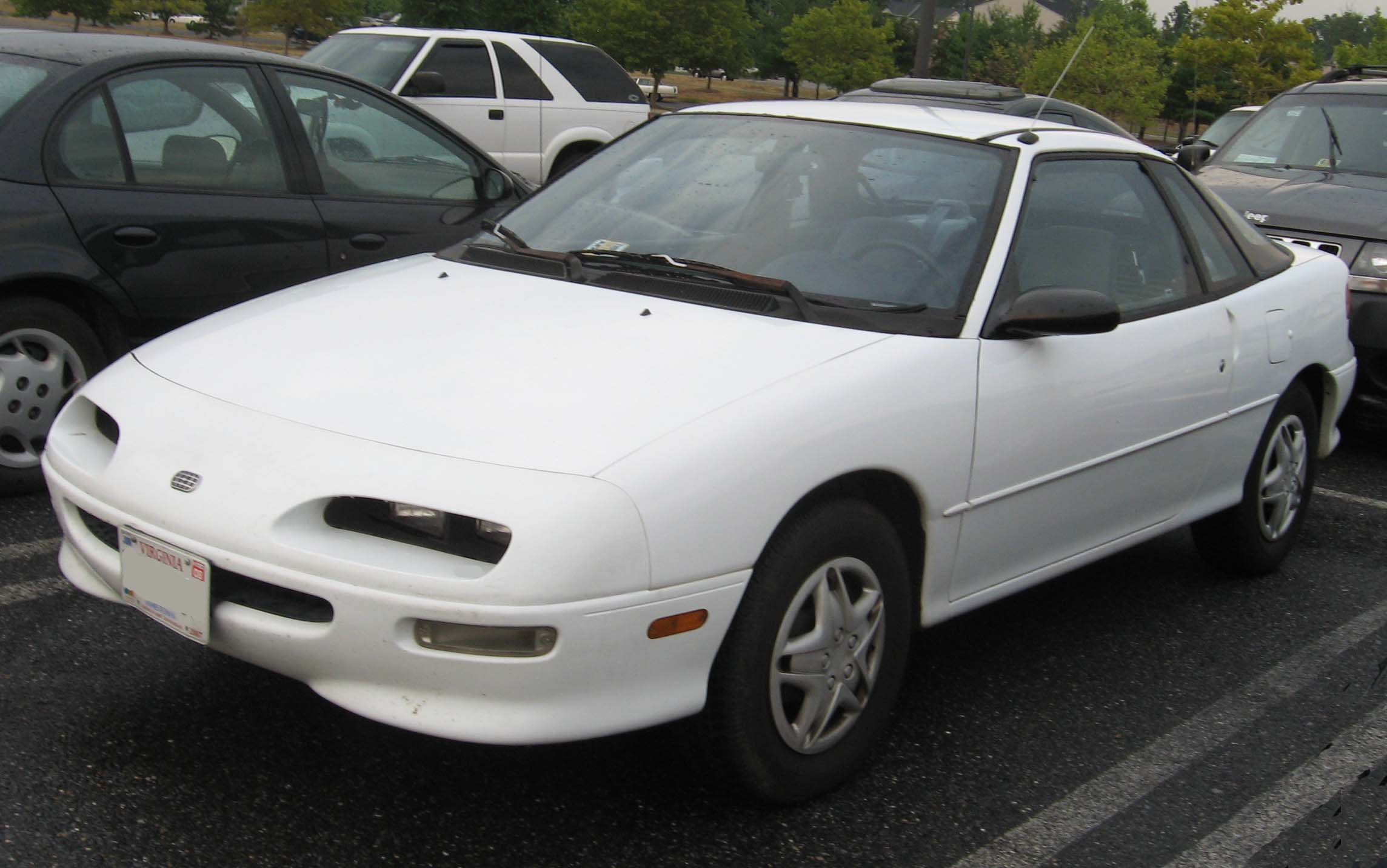
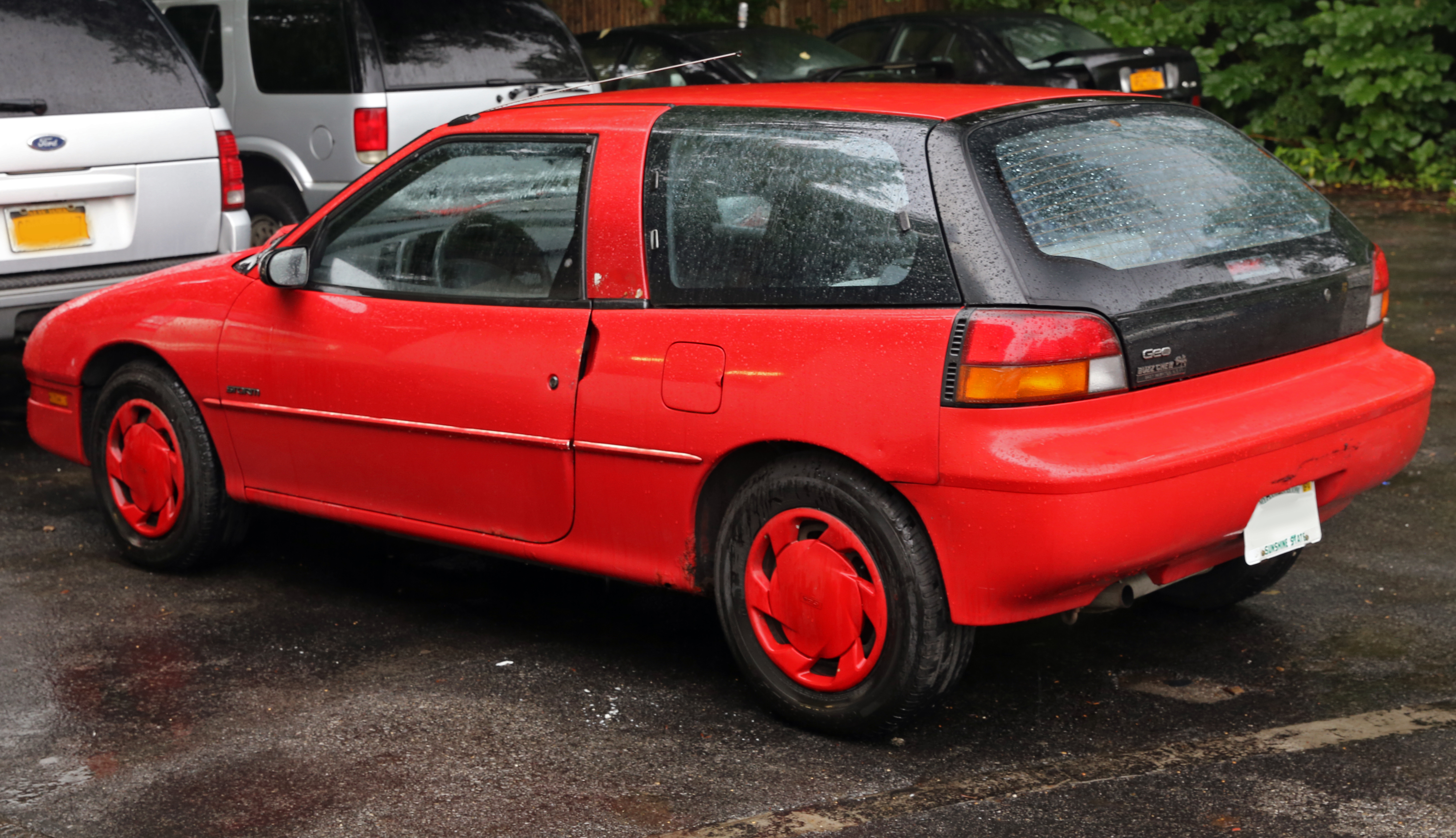

#### Tracker
Компактный внедорожник Geo Tracker появился на рынке Северной Америки в 1988 году. Первоначально его экспортировали из Японии, но вскоре было производства на совместном заводе GM и Suzuki CAMI (Канада). Автомобиль комплектовался 1,6 литровым двигателем мощностью 80 л.с. (после 1996 года - 96 л.с.), пятиступенчатой МКПП и полным подключаемым приводом. Производство этой модели продолжалось до 1998 года, когда на смену ему пришло новое поколение внедорожника, тоже являющегося копией Suzuki, но продававшегося в Америке уже под маркой Chevrolet.  

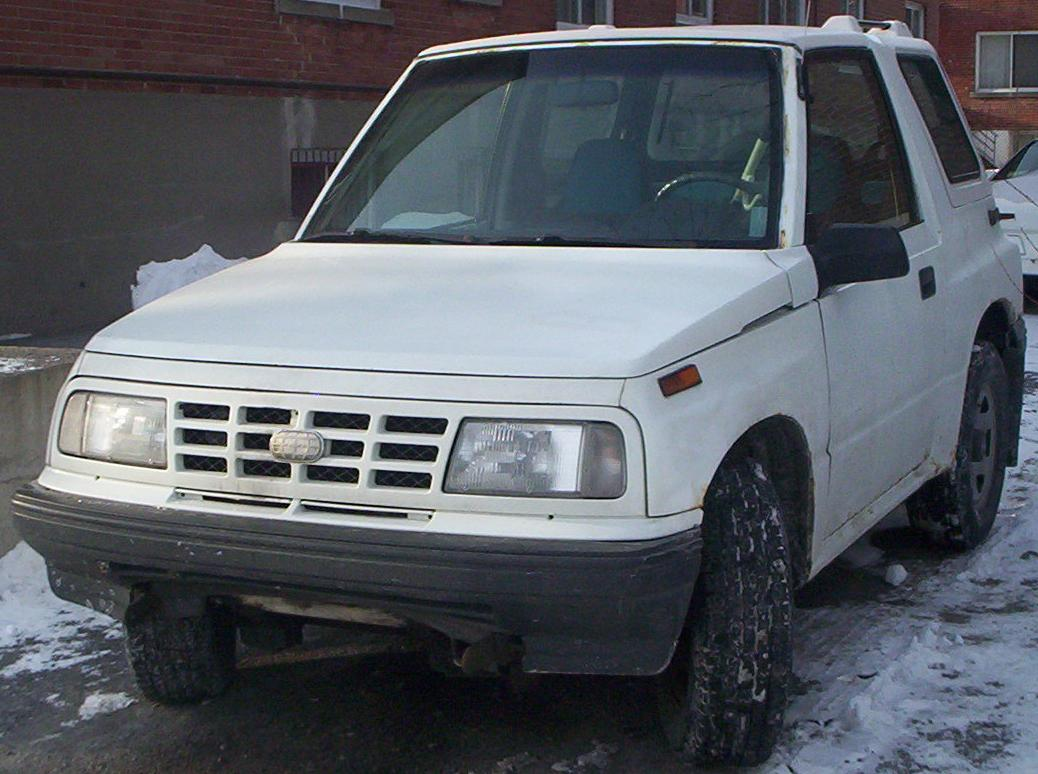
Двухдверный вариант
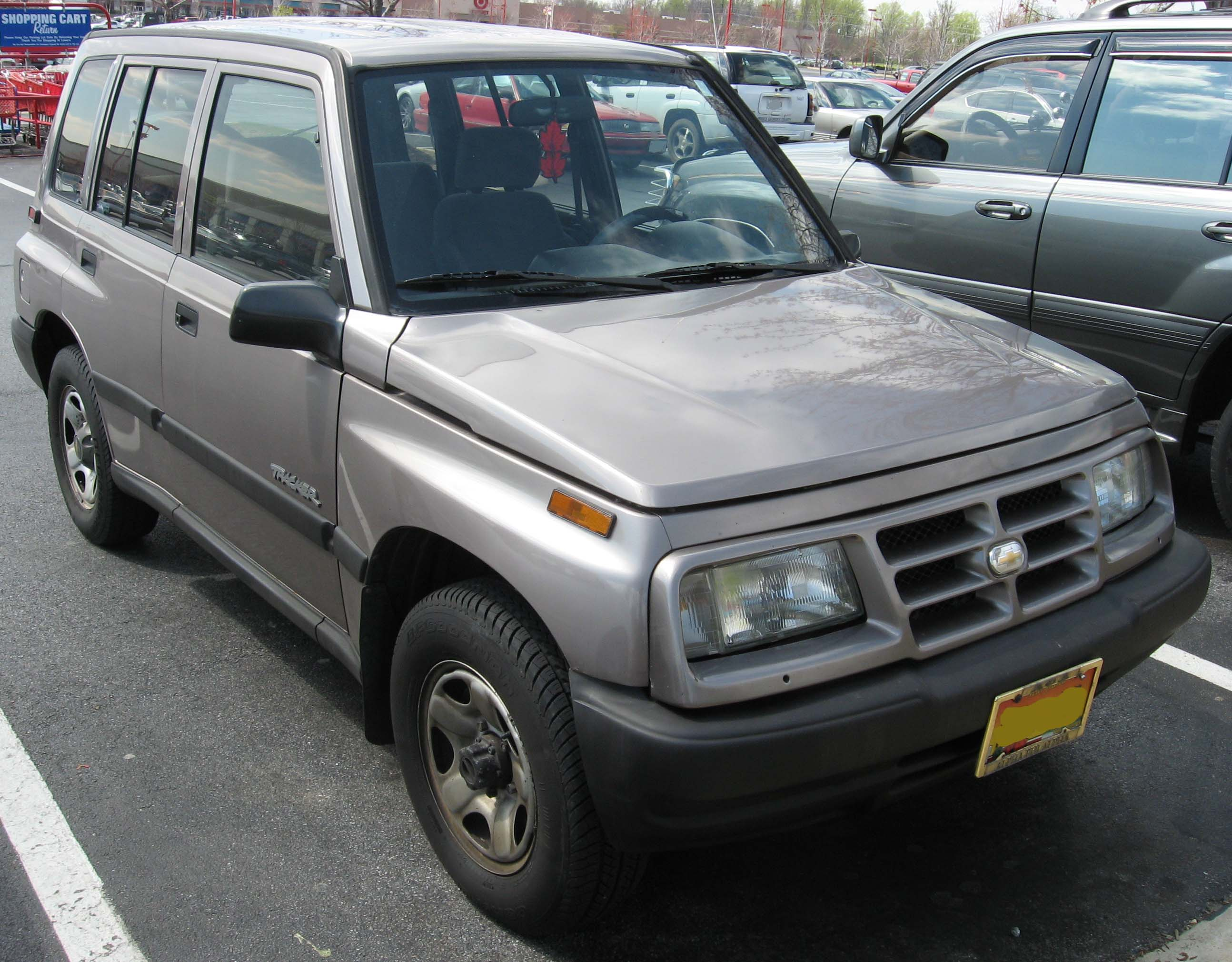
Четырехдверный вариант
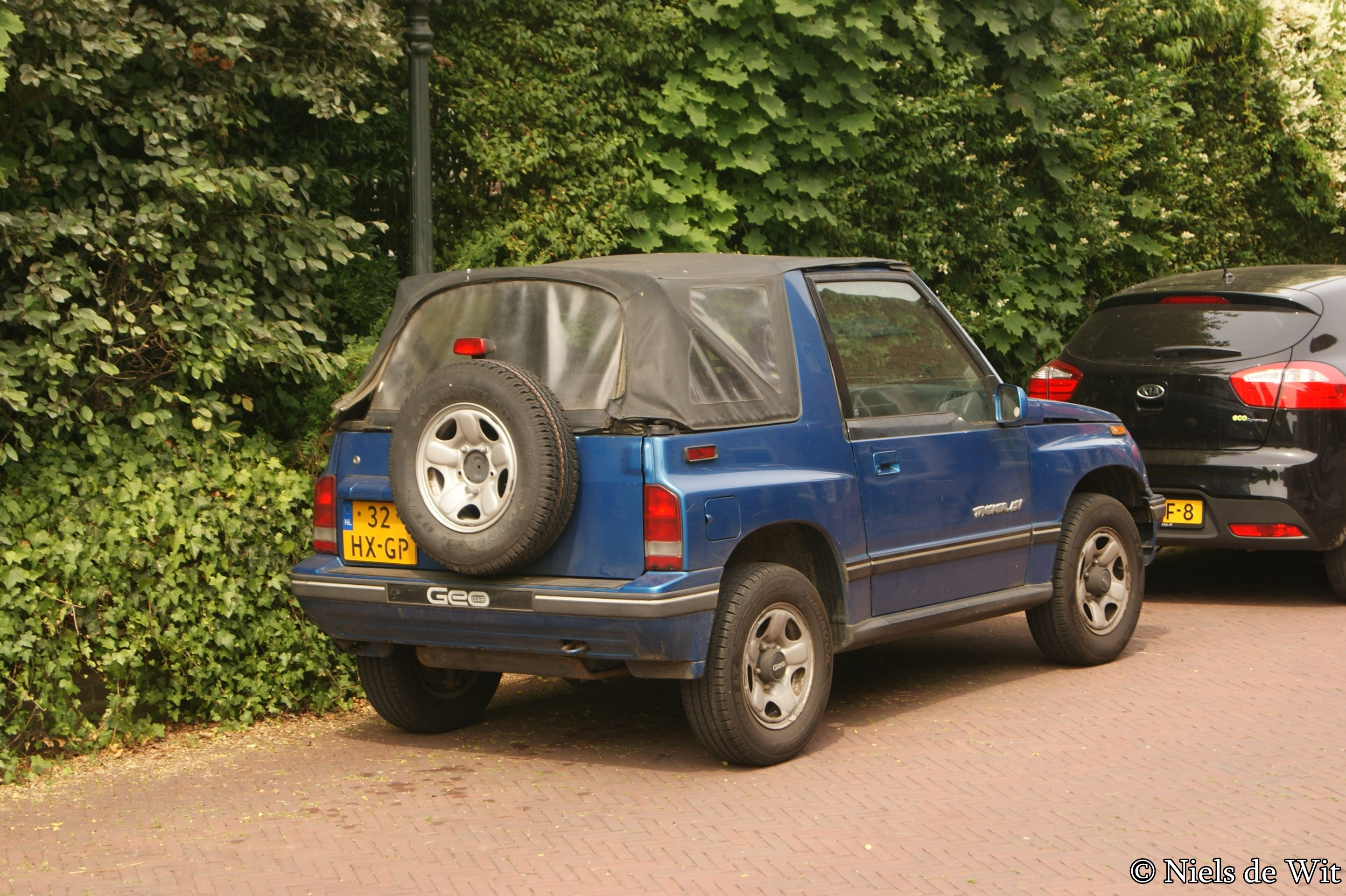
Вариант с мягкой крышей